# Hans Ferdinand Linsser
Hans Ferdinand Linsser (* 11. Dezember 1918 in Dortmund; † 28. November 2002 in Bonn) war ein deutscher Diplomat, der unter anderem zwischen 1962 und 1965 Botschafter im Tschad, von 1975 bis 1980 Botschafter in Birma sowie zuletzt zwischen 1980 und 1983 Botschafter in Malaysia war.

## Leben
Linsser begann nach dem Abitur ein Studium der Rechtswissenschaften, das er jedoch wegen seines Kriegsdienstes im Zweiten Weltkrieg unterbrechen musste. Nach Kriegsende setzte er sein Studium fort und legte am 15. Juli 1949 seine Promotion zum Doktor der Rechte mit einer Dissertation mit dem Titel Ehescheidung ohne Verschulden in rechtsvergleichender Betrachtung an der Georg-August-Universität Göttingen ab. Nach seinem Eintritt in den höheren Auswärtigen Dienst fand er verschiedene Verwendungen an Auslandsvertretungen in Khartum und Ankara sowie in der Zentrale des Auswärtigen Amtes in Bonn.
Am 26. September 1962 wurde Legationsrat Linsser zum ersten Botschafter im Tschad ernannt und bekleidete diesen Posten bis 1965, woraufhin Per Fischer seine Nachfolge antrat. Die Botschaft wurde am 14. Februar 1963 offiziell eröffnet. Er war ferner in der Rechtsabteilung tätig sowie 1970 als Vortragender Legationsrat stellvertretender Leiter des Referats Friedensregelung, Aus Krieg und Besatzung entstandene Fragen, Stationierung ausländischer Truppen, Auslandsschulden und beschlagnahmtes deutsches Auslandsvermögen des Auswärtigen Amtes. Im Anschluss fungierte er zwischen 1972 und 1975 als Generalkonsul Kalkutta.
1975 löste er Klaus Terfloth als Botschafter in Birma ab und verblieb in dieser Funktion bis zu seiner Ablösung durch Helmut Türk 1980. In dieser Funktion unterzeichnete er am 27. April 1976 ein Abkommen zwischen der Regierung der Bundesrepublik Deutschland und der Regierung der Sozialistischen Birmanischen Union über Kapitalhilfe.
Zuletzt übernahm er als Nachfolger von Willi Albert Ritter 1980 den Posten als Botschafter in Malaysia und übte diesen bis zu seinem Eintritt in den Ruhestand 1983 aus, woraufhin Wolfram Dufner 1984 sein dortiger Nachfolger wurde. In seine Amtszeit fiel 1980 der Besuch von Bundesaußenminister Hans-Dietrich Genscher, der erste Besuch eines deutschen Außenministers in Malaysia seit Walter Scheel 1969. Am 11. März 1981 besuchte ihn darüber hinaus der Schriftsteller Ernst Jünger in seiner Residenz in Kuala Lumpur.

## Veröffentlichung
- Ehescheidung ohne Verschulden in rechtsvergleichender Betrachtung, Dissertation, Universität Göttingen, 1949
- Es waren zwei recht nette Mörder, S. 83–88, in: Eckart Diezemann (Herausgeber): Sturm auf die Botschaft, Arena-Verlag, Würzburg 1987, ISBN 3-401-04162-2[14]